# Såta
Såta (norwegisch für Heuhaufen) ist ein Nunatak an der Prinz-Harald-Küste des ostantarktischen Königin-Maud-Lands. Am Ostufer der Bucht Fletta ragt er 800 m nordöstlich des Nunataks Kista auf.
Norwegische Kartographen, die ihn auch benannten, kartierten ihn anhand von Luftaufnahmen der Lars-Christensen-Expedition 1936/37.